# Gangi
Gangi (sicilià Ganci) és un municipi italià, dins de la ciutat metropolitana de Palerm. L'any 2007 tenia 7.449 habitants. Limita amb els municipis d'Alimena, Blufi, Bompietro, Calascibetta (EN), Enna (EN), Geraci Siculo, Nicosia (EN), Petralia Soprana i Sperlinga (EN).

## Administració
| Període   | Identitat                 | Partit        |
| --------- | ------------------------- | ------------- |
| 2007-2017 | Giuseppe Ferrarello       | Llista cívica |
| 2017-     | Francesco Paolo Migliazzo | Llista cìvica |

## Galeria d'imatges

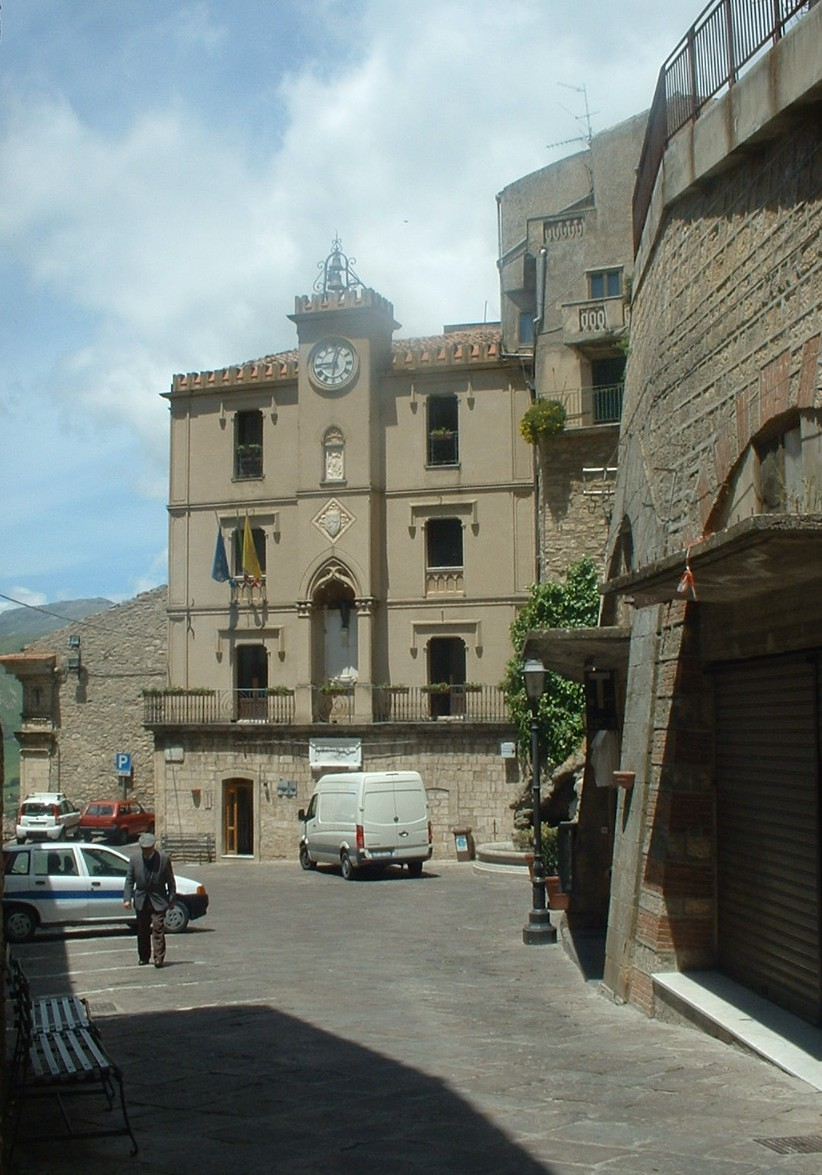
Plaça del poble
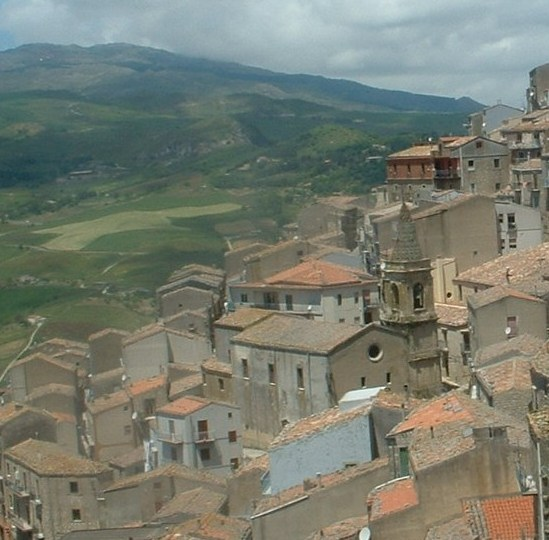
Part baixa del poble amb l'església de San Salvatore
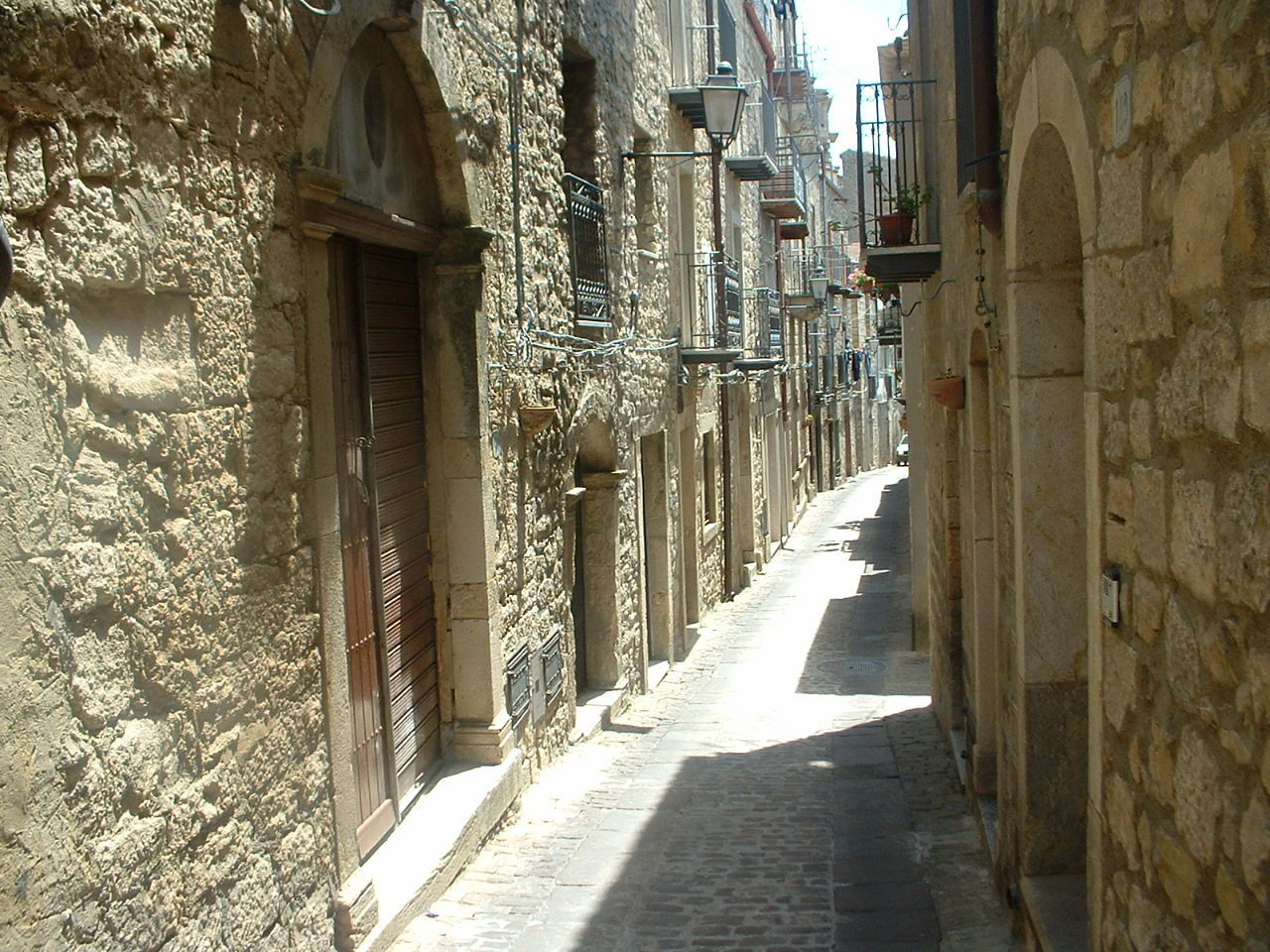
Corso Fedele Vitale